# Rubus splendidus
Rubus splendidus är en rosväxtart som beskrevs av P.J.Müll., Lefèvre. Rubus splendidus ingår i släktet rubusar, och familjen rosväxter. Utöver nominatformen finns också underarten R. s. aberrans.